# Sancho I. Portugalský
Sancho I. Portugalský zv. Kolonizátor (11. listopadu 1154 Coimbra – 26. března 1211 tamtéž) byl druhý portugalský král z dynastie burgundské.

## Mládí
Sancho I. se narodil jako syn Alfonse I. a Matildy, dcery savojského hraběte Amadea III. Ve svých 16 letech byl otcem pasován na rytíře a od té doby se významně podílel na státnických záležitostech. V roce 1174 se oženil s Dulce, dcerou aragonského vládce Ramona Berenguera IV. Sňatek byl motivován utužením spojenectví mezi Portugalskem a Aragonem.

## Vláda
Sancho I. nastoupil na portugalský trůn po smrti otce v roce 1185. Již v mládí se aktivně podílel na válkách proti Maurům a tímto směrem se vydal také po nástupu na trůn. Aby se mohl plně soustředit na tažení proti Maurům, ukončil dlouhotrvající spory o hraniční území s Galicií a soustředil se na boj proti taifas. Roku 1191 se mu podařilo za pomoci anglických křižáků dobýt město Silves, které v té době představovalo důležité obchodní centrum mající okolo 20 tisíc obyvatel. Úspěchy na jihu však byly dočasné neboť postupně začal být ohrožován ze severu tradičními rivaly z Leonu a Kastílie. Proti nim portugalské království ubránil, Silves však záhy opět ztratil.
Zajímavý je i svým odkazem, který zanechal v kultuře a správě země. Portugalsko za jeho vlády výrazně zbohatlo. Sancho podporoval střední třídu obchodníků a řemeslníků. Výrazně se podílel na zvýšení populace Portugalského království a také na zakládání nových měst a obcí. Měl velice v oblibě literaturu, sám několik knih napsal. Zemřel v roce 1211 a je pohřben v katedrále Sv. kříže v Coimbře.